# Bela (Koroška reka)
Bela (nemško: Vellach) je pritok Drave na Spodnjem Koroškem.

## Geografska lega
Izvira v Kamniško-Savinjskih Alpah in se ves čas teče proti severu, teče skozi gorato Dolino Bele, ki sovpada z občino Železna Kapla - Bela, med Kamniškimi Alpami, masivom Pece in Obirja. Za krajem Rechberg zapusti svojo ozko dolino in vstopi v Podjuno, nakar se po kratki poti pri Galiciji  zlilva v Dravo.

## Prebivalstvo
V Podjuni in Dolini Bele prebivalstvo večinoma govori slovensko, in sicer podjunsko ali v Dolini Bele obirsko narečje.

## Gospodarstvo
V Dolini Bele še danes prevladuje poljedelstvo. V preteklosti je imelo določeno vlogo rudarjenje železa in svinca, obstajala so manjša industrijska podjetja. Danes je turizem najpomembnejša gospodarska panoga (Obirske kapniške jame, zdraviliški turizem (Zdravilišče Bela), gorski turizem). Z gorskima prelazoma Jezersko in Pavličevo sedlo ima dolina dva mejna prehoda proti Sloveniji, čeprav je slednji nepomemben.

## Povezave
1. ↑  Predloga:HydrographischesJahrbuchOesterreich